# Países Baixos nos Jogos Olímpicos de Inverno de 2014
Os Países Baixos participaram dos Jogos Olímpicos de Inverno de 2014, realizados na cidade de Sóchi, na Rússia. Foi a vigésima aparição do país em Olimpíadas de Inverno.

## Medalhas
| Atleta                                                    | Esporte                                | Evento                            | Medalha |
| --------------------------------------------------------- | -------------------------------------- | --------------------------------- | ------- |
| Sven Kramer                                               | Patinação de velocidade                | 5000 m masculino                  | Ouro    |
| Ireen Wüst                                                | Patinação de velocidade                | 3000 m feminino                   | Ouro    |
| Michel Mulder                                             | Patinação de velocidade                | 500 m masculino                   | Ouro    |
| Stefan Groothuis                                          | Patinação de velocidade                | 1000 m masculino                  | Ouro    |
| Jorien ter Mors                                           | Patinação de velocidade                | 1500 m feminino                   | Ouro    |
| Jorrit Bergsma                                            | Patinação de velocidade                | 10000 m masculino                 | Ouro    |
| Jan Blokhuijsen Sven Kramer Koen Verweij                  | Patinação de velocidade                | Perseguição por equipes masculino | Ouro    |
| Lotte van Beek Marrit Leenstra Jorien ter Mors Ireen Wüst | Patinação de velocidade                | Perseguição por equipes feminino  | Ouro    |
| Jan Blokhuijsen                                           | Patinação de velocidade                | 5000 m masculino                  | Prata   |
| Jan Smeekens                                              | Patinação de velocidade                | 500 m masculino                   | Prata   |
| Ireen Wüst                                                | Patinação de velocidade                | 1000 m feminino                   | Prata   |
| Koen Verweij                                              | Patinação de velocidade                | 1500 m masculino                  | Prata   |
| Ireen Wüst                                                | Patinação de velocidade                | 1500 m feminino                   | Prata   |
| Sven Kramer                                               | Patinação de velocidade                | 10000 m masculino                 | Prata   |
| Ireen Wüst                                                | Patinação de velocidade                | 5000 m feminino                   | Prata   |
| Jorrit Bergsma                                            | Patinação de velocidade                | 5000 m masculino                  | Bronze  |
| Ronald Mulder                                             | Patinação de velocidade                | 500 m masculino                   | Bronze  |
| Margot Boer                                               | Patinação de velocidade                | 500 m feminino                    | Bronze  |
| Michel Mulder                                             | Patinação de velocidade                | 1000 m masculino                  | Bronze  |
| Margot Boer                                               | Patinação de velocidade                | 1000 m feminino                   | Bronze  |
| Sjinkie Knegt                                             | Patinação de velocidade em pista curta | 1000 m masculino                  | Bronze  |
| Lotte van Beek                                            | Patinação de velocidade                | 1500 m feminino                   | Bronze  |
| Bob de Jong                                               | Patinação de velocidade                | 10000 m masculino                 | Bronze  |
| Carien Kleibeuker                                         | Patinação de velocidade                | 5000 m feminino                   | Bronze  |

Legenda
| Recorde mundial      | Recorde mundial (World record)               |                       | Recorde africano                      | Recorde africano (African) |                                           | Q | Classificado por posição (Qualified) |
| Recorde olímpico     | Recorde olímpico (Olympic record)            | Recorde da América    | Recorde da América (Americas)         | q                          | Classificado por melhor tempo (Qualified) |   |                                      |
| Melhor marca do ano  | Melhor marca do ano (World leading)          | Recorde asiático      | Recorde asiático (Asian)              | DNS                        | Não largou (Did not start)                |   |                                      |
| Recorde nacional     | Recorde nacional (National record)           | Recorde europeu       | Recorde europeu (European)            | DNF                        | Não terminou (Did not finish)             |   |                                      |
| Recorde pessoal      | Recorde pessoal do atleta (Personal best)    | Recorde da Oceania    | Recorde da Oceania (Oceania)          | DSQ / DQ                   | Desclassificado (Disqualified)            |   |                                      |
| Recorde da temporada | Recorde da temporada do atleta (Season best) | Recorde sul-americano | Recorde sul-americano (South America) | NM                         | Sem marca (No mark)                       |   |                                      |